# Partido Demócrata Mexicano
El Partido Demócrata Mexicano (PDM) fue un partido político de México, que existió entre 1975 y 1997 de ideología sinarquista, se formó el 15 de junio de 1975 en la Ciudad de México, teniendo entre sus fundadores a antiguos militantes de la Unión Nacional Sinarquista movimiento político nacionalista y católico. Dentro de su declaración de principios se propuso alcanzar, mediante una revolución pacífica, una sociedad pluralista y democrática. Su ideología se basó en la democracia integral y humanista, [cita requerida] su programa de acción lo basó en la filosofía social cristiana por lo que entre sus principios se incluyeron ideales como la prevalencia de la religión sobre cualquier actividad política, su oposición al aborto, la defensa de la propiedad privada y la defensa de lo que ellos denominaban como «la cultura verdadera de México».
El PDM tuvo su origen en elementos católicos provenientes de la Unión Nacional Sinarquista, que luchaban por la derogación de los artículos anticatólicos de la Constitución de 1917, particularmente de los estados de Jalisco, Aguascalientes, Querétaro, Guanajuato y Michoacán: el Bajío mexicano, zona en la que había tenido lugar con mayor fuerza la Guerra Cristera, de 1926 a 1929. Luego de la Reforma Política de 1977 fue en dichas entidades durante los años 1980 donde logró su mayor presencia electoral, triunfando en varios municipios importantes como Lagos de Moreno o la ciudad de Guanajuato.
A partir de 1988 su presencia tendió a ser cada vez más exigua y a las elecciones presidenciales de 1994 acudió con la candidatura externa de Pablo Emilio Madero y con el nuevo nombre de Unión Nacional Opositora, al integrar con su registro una alianza con otras pequeñas fuerzas opositoras del país. Por la baja votación que obtuvo en esa ocasión perdió su registro y lo recuperó en 1996, pero en las Elecciones de 1997 nuevamente lo perdió, esta vez definitivamente.
Muchos de sus militantes conformaron en 1999 el nuevo Partido Alianza Social, que tampoco logró presencia política en el país y desapareció en 2003.

## Presidentes del PDM
- 1979 - 1988: Ignacio González Gollaz
- 1988 - 1989: Emilio González Márquez
- 1989 - 1994: Víctor Atilano Gómez
- 1994 - 1997: Marcelo Gaxiola Félix
- 1997: Baltazar Ignacio Valadez Montoya
- 2024-2030: Leonardo Orozco Reyes

## Candidatos a la Presidencia de la República
- 1982: Ignacio González Gollaz
- 1988: Gumersindo Magaña
- 1994: Pablo Emilio Madero

## Resultados Electorales

### Elecciones Presidenciales
| Año  | Resultado | Candidato               | Votación | %    |
| ---- | --------- | ----------------------- | -------- | ---- |
| 1982 | Pierde    | Ignacio González Golláz | 433,886  | 1.85 |
| 1988 | Pierde    | Gumersindo Magaña       | 199,484  | 1.04 |
| 1994 | Pierde    | Pablo Emilio Madero     | 97,935   | 0.28 |

### Elecciones al Congreso

#### Cámara de Diputados
| Año  | Circunscripción | Circunscripción | RP      | RP   | # de escaños | Posición           | Presidencia                   | Presidencia |
| Año  | votos           | %               | votos   | %    | # de escaños | Posición           | Presidencia                   | Presidencia |
| ---- | --------------- | --------------- | ------- | ---- | ------------ | ------------------ | ----------------------------- | ----------- |
| 1979 | 282,232         | 2.04            | 293,495 | 2.13 | 10/400       | Minoría            | José López Portillo           |             |
| 1982 | 475,099         | 2.27            | 534,122 | 2.34 | 12/400       | Minoría            | Miguel de la Madrid Hurtado   |             |
| 1985 | 488,905         | 2.73            | 507,710 | 2.77 | 12/400       | Minoría            | Miguel de la Madrid Hurtado   |             |
| 1988 |                 | 1.30            | 244,458 | 1.30 | 0/500        | Sin representación | Carlos Salinas de Gortari     |             |
| 1991 | 248,431         | 1.03            | 249,915 | 1.03 | 0/500        | Sin representación | Carlos Salinas de Gortari     |             |
| 1994 | 148,279         | 0.43            | 148,780 | 0.43 | 0/500        | Sin representación | Ernesto Zedillo Ponce de León |             |
| 1997 | 191,821         | 0.66            | 193,903 | 0.64 | 0/500        | Sin representación | Ernesto Zedillo Ponce de León |             |